# Печера Огурцова
Печера Огурцова (рос. Огурцова) — печера в Челябінській області Росії, на Південному Уралі. Печера вертикального типу простягання. Загальна протяжність — 273 м. Глибина печери становить 18 м. Категорія складності проходження ходів печери — 1.